# Timothy Olyphant
Timothy David Olyphant (Honolulu (Hawaï), 20 mei 1968) is een Amerikaans acteur.
Olyphant had bijrollen in The First Wives Club en A Life Less Ordinary voordat hij in 1997 zijn eerste hoofdrol speelde in een film, als Mickey Altieri in Scream 2. Sindsdien speelt hij voornamelijk in films, hoewel hij af en toe uitstapjes maakt met gastrollen in onder andere de televisieseries Sex and the City en My Name Is Earl. In de serie Deadwood deed Olyphant de volledige 36 afleveringen mee als Seth Bullock. Van 2010 tot 2015 speelde hij de hoofdrol in de serie Justified.

## Filmografie

### Film
| Jaar | Titel                                     | Rol                       | Notities   |
| ---- | ----------------------------------------- | ------------------------- | ---------- |
| 1996 | The First Wives Club                      | Brett Artounian           |            |
| 1997 | A Life Less Ordinary                      | Hiker                     |            |
| 1997 | Scream 2                                  | Mickey Altieri            |            |
| 1998 | 1999                                      | Hooks                     |            |
| 1998 | When Trumpets Fade                        | Lieutenant Terrence Lukas |            |
| 1999 | No Vacancy                                | Luke                      |            |
| 1999 | Go                                        | Todd Gaines               |            |
| 1999 | Advice from a Caterpillar                 | Brat                      |            |
| 2000 | The Broken Hearts Club: A Romantic Comedy | Dennis                    |            |
| 2000 | Gone in 60 Seconds                        | Detective Drycoff         |            |
| 2001 | Head Over Heels                           | Michael                   |            |
| 2001 | Auggie Rose                               | Roy Mason                 |            |
| 2001 | Rock Star                                 | Rob Malcolm               |            |
| 2001 | Doppelganger                              | Brian                     | Korte film |
| 2002 | Coastlines                                | Sonny Mann                |            |
| 2003 | The Safety of Objects                     | Randy                     |            |
| 2003 | Dreamcatcher                              | Pete Moore                |            |
| 2003 | A Man Apart                               | Hollywood Jack            |            |
| 2004 | The Girl Next Door                        | Kelly                     |            |
| 2006 | Catch and Release                         | Fritz Messing             |            |
| 2007 | Live Free or Die Hard                     | Thomas Gabriel            |            |
| 2007 | Hitman                                    | Agent 47                  |            |
| 2008 | Stop-Loss                                 | Lt. Col. Boot Miller      |            |
| 2008 | Meet Bill                                 | Chip Johnson              |            |
| 2009 | A perfect getaway                         | Nick Bennett              |            |
| 2009 | High Life                                 | Dick                      |            |
| 2010 | The Crazies                               | Sheriff David Dutten      |            |
| 2010 | Elektra Luxx                              | Dellwood Butterworth      |            |
| 2011 | Rango                                     | The Spirit of the West    | Stemacteur |
| 2011 | I Am Number Four                          | Henri                     |            |
| 2013 | Dealin' with Idiots                       | Max's Dad                 |            |
| 2014 | This Is Where I Leave You                 | Horry Callen              |            |
| 2016 | Mother's Day                              | Henry                     |            |
| 2016 | Snowden                                   | CIA Agent Geneva          |            |
| 2018 | Dark Was the Night                        | Steven Lang               |            |
| 2019 | Missing Link                              | Willard Stenk             | Stemacteur |
| 2019 | Once Upon a Time in Hollywood             | James Stacy               |            |
| 2021 | The Starling                              | Travis Delp               |            |
| 2021 | National Champions                        | Elliott                   |            |
| 2022 | Amsterdam                                 | Tarim Milfax              |            |
| 2025 | Havoc                                     | Vincent                   |            |

### Televisie
| Jaar       | Titel                 | Rol                     | Notities                                                                              |
| ---------- | --------------------- | ----------------------- | ------------------------------------------------------------------------------------- |
| 1996       | Mr. & Mrs. Smith      | Scooby                  | Aflevering: "Pilot"                                                                   |
| 1997–1998  | High Incident         | Brett Farraday          | 3 afleveringen                                                                        |
| 1998       | Sex and the City      | Sam                     | Aflevering: "Valley of the Twenty-Something Guys"                                     |
| 2002       | Night Visions         | Eli                     | Aflevering: "Harmony"                                                                 |
| 2004–2006  | Deadwood              | Sheriff Seth Bullock    | 36 afleveringen                                                                       |
| 2006       | My Name Is Earl       | Billy Reed              | Aflevering: "Dad's Car"                                                               |
| 2008       | Samantha Who?         | Winston Funk            | Aflevering: "The Boss"                                                                |
| 2009–2010  | Damages               | Wes Krulik              | 11 afleveringen                                                                       |
| 2010–2015  | Justified             | Raylan Givens           | 78 afleveringen; also executive producer                                              |
| 2010       | The Office            | Danny Cordray           | 3 afleveringen                                                                        |
| 2012       | The League            | Wesley                  | Aflevering: "The Freeze Out"                                                          |
| 2013       | Archer                | Lucas Troy (stem)       | Aflevering: "The Wind Cries Mary"                                                     |
| 2013       | The Mindy Project     | Graham Logan            | Aflevering: "Sk8er Man"                                                               |
| 2015–2016  | The Grinder           | Himself / Rake Grinder  | 4 afleveringen                                                                        |
| 2017–2019  | Santa Clarita Diet    | Joel Hammond            | 30 afleveringen; also executive producer                                              |
| 2019       | Deadwood: The Movie   | Seth Bullock            | Televisie film; ook de executive producer                                             |
| 2020       | The Good Place        | Himself                 | Aflevering: "You’ve Changed, Man"                                                     |
| 2020       | Curb Your Enthusiasm  | Mickey                  | Aflevering: "You’re Not Going to Get Me to Say Anything Bad About Mickey"             |
| 2020       | Fargo                 | Dick "Deafy" Wickware   | 7 afleveringen                                                                        |
| 2020       | The Mandalorian       | Cobb Vanth              | Aflevering: "Chapter 9: The Marshal"                                                  |
| 2021       | American Dad!         | Nowell (stem)           | Aflevering: "Klaus and Rogu in Thank God for Loose Rocks: An American Dad! Adventure" |
| 2021       | Rick and Morty        | U.S. Marine (stem)      | Aflevering: "Rick & Morty's Thanksploitation Spectacular"                             |
| 2021       | The Simpsons          | Sheriff Flanders (stem) | Aflevering: "A Serious Flanders"                                                      |
| 2022       | The Book of Boba Fett | Cobb Vanth              | 2 afleveringen                                                                        |
| 2025-heden | Alien: Earth          | Kirsh                   |                                                                                       |

### Computerspellen
| Jaar | Titel                          | Rol                                  | Opmerkingen                  |
| ---- | ------------------------------ | ------------------------------------ | ---------------------------- |
| 2008 | Turok                          | Cowboy (stem)                        | Ook de motion capture acteur |
| 2011 | Call of Duty: Modern Warfare 3 | Sergeant First Class "Grinch" (stem) | Ook de motion capture acteur |

### Theater
| Jaar | Titel                 | Rol                             | Locatie                  |
| ---- | --------------------- | ------------------------------- | ------------------------ |
| 1995 | The Monogamist        | Tim Hapgood                     | Playwrights Horizons     |
| 1996 | The Santaland Diaries | Crumpet the Elf / David Sedaris | Atlantic Theater Company |
| 1997 | Plunge                | Jim                             | Playwrights Horizons     |
| 2016 | Hold On to Me Darling | Strings McCrane                 | Atlantic Theater Company |

### Podcasts
| Jaar | Titel                 | Rol     | Opmerkingen |
| ---- | --------------------- | ------- | ----------- |
| 2020 | Billionaire Boys Club | Co-host | Wondery     |

- Biblioteca Nacional de España: XX1696148
- Bibliothèque nationale de France: cb150201921 (data)
- Gemeinsame Normdatei: 141081856
- International Standard Name Identifier: 0000 0001 1443 297X
- Library of Congress Control Number: no2003101113
- MusicBrainz: 94420bbe-24c6-431a-bf98-d64a9eacf903
- Nationale Bibliotheek van Tsjechië: xx0205150
- Nationale bibliotheek van Australië: 42522740
- Nationale Bibliotheek van Israël: 987009445086805171
- Nationale Bibliotheek van Polen: a0000001612731
- Nederlandse Thesaurus van Auteursnamen: 315388684
- Système universitaire de documentation: 129229261
- Trove: 1458132
- Virtual International Authority File: 47041610
- WorldCat: E39PBJfcQT4dqKKxhfB3WxRHYP